# Mała Kopa Popradzka
Mała Kopa Popradzka (słow. Malá kôpka, 2340 m) – południowy, niższy wierzchołek Kopy Popradzkiej w słowackich Tatrach Wysokich. Znajduje się w południowo-zachodniej grani Ciężkiego Szczytu, od Wielkiej Kopy Popradzkiej oddzielają go dwie skalne czuby i trzy przełączki między nimi. W kierunku od północy na południe są to:
- Zadnia Popradzka Ławka (Zadná lávka v Kôpkach),
- Zadnia Popradzka Czuba (Zadný zub v Kôpkach),
- Pośrednia Popradzka Ławka (Prostredná lávka v Kôpkach),
- Skrajna Popradzka Czuba (Predný zub v Kôpkach),
- Skrajna Popradzka Ławka (Predná lávka v Kôpkach).

Po południowej stronie Małej Kopy Popradzkiej znajduje się Wyżnia Popradzka Przełączka oddzielająca ją od Popradzkiej Grani, która kończy boczną grań Ciężkiego Szczytu. Wschodnie stoki Małej Kopy Popradzkiej opadają do głównego ciągu Doliny Mięguszowieckiej, zachodnie do Dolinki Smoczej.
Nazwa pochodzi od Popradzkiego Stawu. W południowo-zachodnich stokach Małej Kopy Popradzkiej znajduje się wybitne żebro, a w nim siedem dosyć wybitnych turni noszących nazwę Popradzkich Mnichów lub Siedem Popradzkich Mnichów. Dla turystów szczyt jest niedostępny.

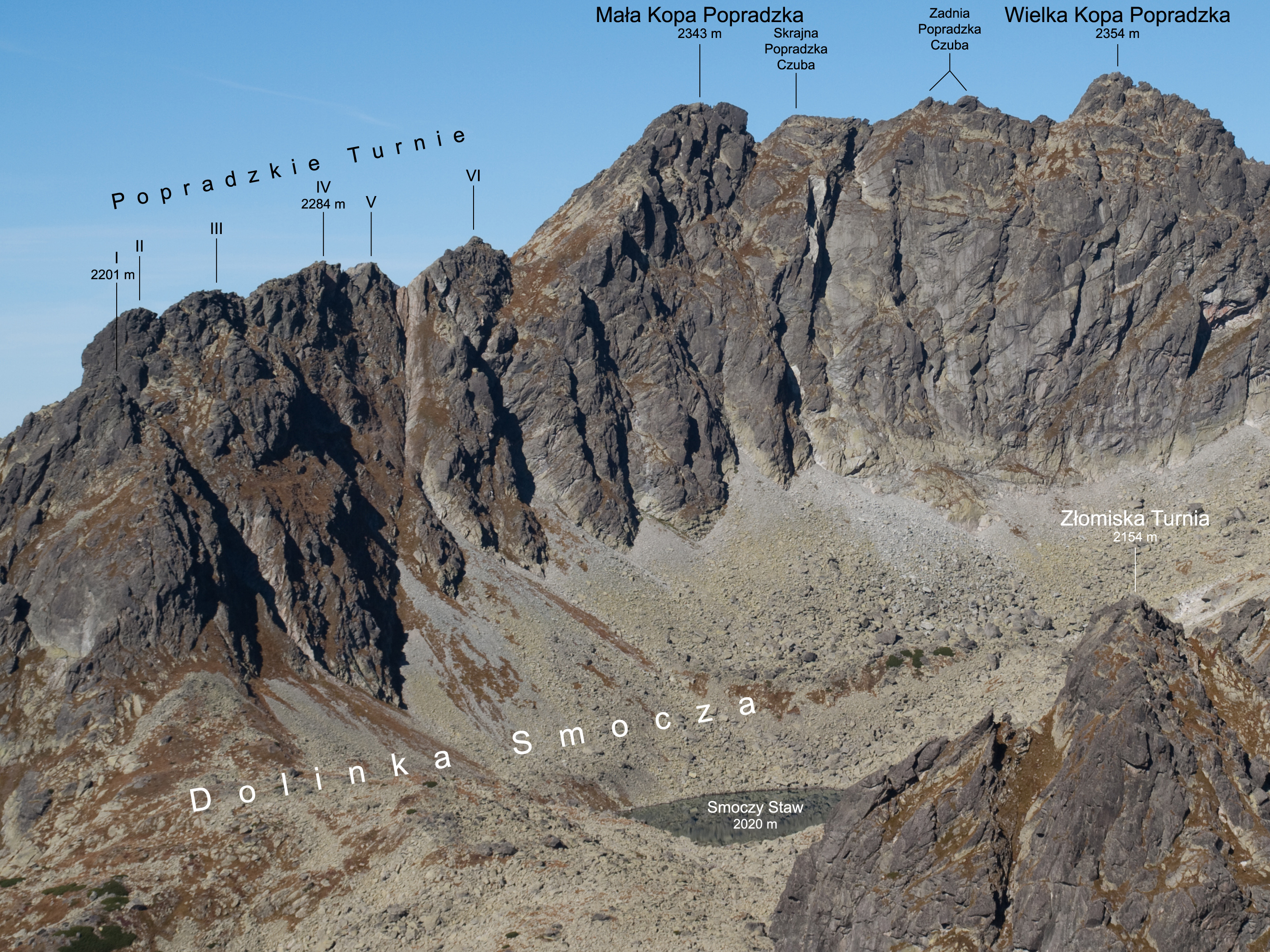
Popradzka Grań, Mała i Wielka Kopa Popradzka – widok ze Stwolskiej Przełęczy